# Doctor Atomic
Doctor Atomic er en opera af den moderne amerikanske komponist John Adams til en libretto af Peter Sellars. Den havde premiere på San Francisco Opera den 1. oktober 2005. Værket fokuserer på angsten hos dem, der var på Los Alamos, mens man testede den første atombombe ("Trinity"-testen). I 2007 blev en dokumentarfilm indspillet om operaens tilblivelse. Filmen fik titlen Wonders are Many.